# ジュゼッペ・ベルゴミ
ジュゼッペ・ベルゴミ（Giuseppe Bergomi、 1963年12月22日-）は、イタリア・ミラノ出身の元サッカー選手。現役時代のポジションは主にディフェンダー（サイドバック、センターバック）。若い頃は、ヒゲ面であり、若くして老け顔であったことから、愛称は「Lo Zio」（ツィオ、おじさん）。

## クラブ経歴
1963年12月22日、イタリア・ミラノに生まれ、地元セッターラのユースチームでサッカーを始めた。子供の頃はACミランのファンで、11歳の時にミランのスカウトに目を付けられ、トライアルに呼ばれたが、不合格となった。セッターラに戻り、2シーズンを過ごし、DFながら得点を量産していたことから、13歳の時、インテルのトライアウトに呼ばれ、合格。チームの下部組織に入団、ユースからそのキャリアのすべてをインテルで過ごし、「Mr.インテル」と称された。1979-80シーズン、トップチームに合流した。1979年コッパ・イタリア準々決勝第2戦ユベントスFC戦において、僅か16歳でプロデビューを果たした。1980-81シーズン、1981年2月22日セリエA第18節コモ戦でセリエAデビューを飾った。1981-82シーズン、9月6日にコッパ・イタリアで対戦したミラン戦でプロ初ゴールを決めた。このシーズンの1982年1月10日ボローニャFC戦でセリエA初得点を記録した。1985-86シーズン、公式戦通算46試合で5得点と、個人としてのキャリアで最も充実したシーズンを過ごした。
1988-89シーズン、強固なDF陣の一人として、リーグ最少となる19失点で、チームの9期振りとなるリーグ優勝に貢献した。1990-91シーズンと1993-94シーズンにUEFAカップ制覇した。
1997-98シーズン、ルイジ・シモーニ監督により、右サイドバックからリベロへとコンバートされると、高レベルなプレーを披露し、リーグ優勝はユヴェントスに奪われたが、リーグ2位に入り、自身3度目となるUEFAカップ優勝にも貢献した。
1998-99シーズン、来シーズンから監督に就任することとなったマルチェロ・リッピのチーム構想に含まれていないことを聞き、1999年5月23日、セリエA最終節のボローニャ戦で先発出場したのを最後に、34歳で現役を退いた。ジュゼッペ・バレージの退団後、1992年から引退までの間キャプテンを務めた。単一クラブでのリーグ戦の出場試合数519は、セリエA歴代3位の記録である。クラブ通算では757試合に出場、28得点を挙げた。

## 代表経歴
FIFAワールドカップには4回出場。代表通算81試合6得点。
1982年のワールドカップスペイン大会直前の4月14日、東ドイツ戦で18歳にして代表デビューを果たした。本大会にはベンチ要員として大会に参加したが、2次リーグのブラジル戦でフルビオ・コロバティの負傷により出番を得て、準決勝と決勝戦にフル出場、決勝ではカール・ハインツ・ルンメニゲを押さえ、イタリア優勝の立役者となった。
1986年メキシコ大会では、3試合に出場したが、ベスト16止まりだった。同年、10月8日のギリシャ戦で代表初ゴールと2点目を決めた。1988年ヨーロッパ選手権にはキャプテンとして出場、準決勝まで進出した。1990年、地元開催の1990年大会でもキャプテンを務め、6試合連続でクリーンシートを達成するなど、準決勝まで進出、準決勝でPK戦の末にアルゼンチンに敗れたが、最終的に3位という成績を残した。その後、1992年のヨーロッパ選手権予選、ノルウェー戦で退場処分になった。以降、アリゴ・サッキが代表の新監督に就任すると、サッキの構想からは外れ、以降1度も代表チームの召集されなかった。
1998年、クラブでリベロとしての好調なプレー振りから、フランス大会で34歳にして代表に復帰し 本大会ではアレッサンドロ・ネスタの負傷で、オーストリア戦で途中出場を果たすと、好プレーを見せ、以降レギュラーセンターバックとして3試合に出場した。準々決勝のフランス戦、延長の末のPK戦ではPKを決めたが、ディ・ビアッジョの失敗により敗退、これが代表での最後の出場となった。

## 引退後
1999年に引退した後はテレビのサッカー中継の解説を中心に、評論家・コメンテーターとして活躍中。引退後、インテルの背番号「2」は準永久欠番扱いとなっている。
2004年にペレが選んだ『偉大なサッカー選手100人』に選出された。

## プレースタイル
強靭なフィジカルを備えていただけでなく、運動能力も高かった。空中戦に強く、プレーの先を読む能力が高い、粘り強い守備を見せるDFとして活躍した。また、マンマークのスペシャリストでもあった。

## その他
合格した際のインテルのトライアウトには、約500人の少年たちが居て、その中にリカルド・フェッリも居た。フェッリはベルゴミが余りに老けていたため、バスの運転手だと思ったと後に語った。

## 個人成績
| 所属クラブ | リーグ   | シーズン | リーグ | リーグ | カップ | カップ | ヨーロッパ | ヨーロッパ | 通算 | 通算 |
| 所属クラブ | リーグ   | シーズン | 出場   | 得点   | 出場   | 得点   | 出場       | 得点       | 出場 | 得点 |
| ---------- | -------- | -------- | ------ | ------ | ------ | ------ | ---------- | ---------- | ---- | ---- |
| 1979-80    | インテル | セリエA  | 0      | 0      | 1      | 0      | 0          | 0          | 1    | 0    |
| 1980-81    | インテル | セリエA  | 12     | 0      | 0      | 0      | 4          | 0          | 16   | 0    |
| 1981-82    | インテル | セリエA  | 24     | 2      | 10     | 2      | 4          | 0          | 38   | 4    |
| 1982-83    | インテル | セリエA  | 28     | 1      | 9      | 1      | 6          | 0          | 43   | 2    |
| 1983-84    | インテル | セリエA  | 25     | 0      | 5      | 0      | 5          | 0          | 35   | 0    |
| 1984-85    | インテル | セリエA  | 29     | 2      | 9      | 0      | 10         | 0          | 48   | 2    |
| 1985-86    | インテル | セリエA  | 30     | 5      | 6      | 0      | 10         | 0          | 46   | 5    |
| 1986-87    | インテル | セリエA  | 28     | 2      | 9      | 0      | 8          | 0          | 45   | 2    |
| 1987-88    | インテル | セリエA  | 28     | 1      | 9      | 0      | 5          | 0          | 42   | 1    |
| 1988-89    | インテル | セリエA  | 32     | 1      | 8      | 0      | 6          | 0          | 46   | 1    |
| 1989-90    | インテル | セリエA  | 33     | 2      | 4      | 0      | 2          | 0          | 40   | 2    |
| 1990-91    | インテル | セリエA  | 30     | 3      | 4      | 1      | 12         | 0          | 46   | 4    |
| 1991-92    | インテル | セリエA  | 29     | 0      | 6      | 0      | 2          | 0          | 37   | 0    |
| 1992-93    | インテル | セリエA  | 31     | 0      | 4      | 0      | 0          | 0          | 37   | 0    |
| 1993-94    | インテル | セリエA  | 31     | 0      | 4      | 0      | 12         | 0          | 47   | 0    |
| 1994-95    | インテル | セリエA  | 32     | 1      | 7      | 1      | 2          | 0          | 41   | 2    |
| 1995-96    | インテル | セリエA  | 27     | 0      | 5      | 0      | 1          | 0          | 33   | 0    |
| 1996-97    | インテル | セリエA  | 19     | 0      | 7      | 0      | 10         | 0          | 36   | 0    |
| 1997-98    | インテル | セリエA  | 28     | 0      | 5      | 0      | 9          | 0          | 42   | 0    |
| 1998-99    | インテル | セリエA  | 23     | 1      | 5      | 0      | 9          | 0          | 39   | 1    |
| 通算       | 通算     | 通算     | 519    | 23     | 120    | 5      | 117        | 0          | 756  | 28   |

## 代表歴

### 出場大会
- イタリア代表
  - 1982 FIFAワールドカップ
  - 1986 FIFAワールドカップ
  - 1990 FIFAワールドカップ
  - 1998 FIFAワールドカップ

### 試合数
- 国際Aマッチ 82試合 6得点（1982年-1998年）[12][2]

| イタリア代表 | 国際Aマッチ | 国際Aマッチ |
| 年           | 出場        | 得点        |
| ------------ | ----------- | ----------- |
| 1982         | 6           | 0           |
| 1983         | 4           | 0           |
| 1984         | 9           | 0           |
| 1985         | 7           | 0           |
| 1986         | 8           | 2           |
| 1987         | 8           | 1           |
| 1988         | 11          | 2           |
| 1989         | 10          | 1           |
| 1990         | 13          | 0           |
| 1991         | 2           | 0           |
| 1992         | 0           | 0           |
| 1993         | 0           | 0           |
| 1994         | 0           | 0           |
| 1995         | 0           | 0           |
| 1996         | 0           | 0           |
| 1997         | 0           | 0           |
| 1998         | 4           | 0           |
| 通算         | 82          | 6           |

## タイトル
クラブ
- セリエA優勝：1回（1988-89年）
- コッパ・イタリア：1回（1981-82年）
- UEFAカップ：3回（1990-91年、1993-94年、1997-98年）

代表
- FIFAワールドカップ優勝：1回（1982年）
- UEFA欧州選手権1988 ベストイレブン